# شرطة مكافحة المخدرات الإيرانية
شرطة مكافحة المخدرات (بالفارسية: پلیس مبارزه با مواد مخدر فراجا) هي قسم فرعي من قوة إنفاذ القانون في إيران ووكالة لإنفاذ القانون مكلفة بمكافحة تهريب وتجارة المخدرات غير المشروعة داخل إيران. وقد قُتل أكثر من 4000 ضابط من الوكالة أثناء القتال ضد المجرمين. 